# Jean Joseph Mougins de Roquefort
Jean Joseph Mougins, seigneur de Roquefort, né le 1er février 1742 à Grasse et mort dans la même ville le 27 septembre 1822, est un homme politique français.

## Biographie
Son frère, Antoine Boniface Mougins de Roquefort, représente le clergé aux États généraux de 1789.
Jean Joseph Mougins de Roquefort est reçu avocat en parlement. Devenur procureur du pays aux États de Provence, lieutenant-général de police et chef de viguerie de Grasse, il est le premier consul de cette ville en 1787, puis maire en 1789.
Député électeur de la sénéchaussée de Grasse, il est élu député du tiers par la sénéchaussée de Draguignan, le 27 avril 1789.
À l'assemblée, il montre des idées aussi libérales que son frère, et, lorsque celui-ci vint se réunir au tiers, il dit: « Permettez-moi d'applaudir à la démarche du porteur qui vient de vous exprimer son vœu et de se réunir à vous sous l'étendard national. Uni à lui par les liens de la nature, formé du même sang, je partage avec sensibilité et dans toute la joie de mon cœur ses principes et ses sentiments ».
Il prête le serment du Jeu de Paume, fait partie du comité des rapports (5 octobre 1781) et est secrétaire de l'Assemblée (18 mars 1790). Il s'occupe spécialement de questions administratives et judiciaires, demande notamment que les administrateurs soient choisis dans le département, et que l'on règle la nomination des municipalités, combat l'article tendant à attacher l'éligibilité au paiement volontaire des contributions ; parle en faveur de l'ordre de Malte, vote la conservation des banalités conventionnelles ; ne voulut admettre les jurés qu'en matière criminelle ; réclame la nomination des juges par le peuple avec un mandat n'excédant pas quatre années ; s'oppose à ce que les tribunaux de district soient juges d'appel les uns à l'égard des autres ; démontre la nécessité de faire élire l'accusateur public par le peuple ; vote l'établissement des avoués ; parle sur la contrainte par corps contre les députés et sur la liberté de la presse, et fait partie de la députation envoyée à la translation des cendres de Voltaire à Sainte-Geneviève, le 9 juillet 1791.
Après la session, il devient président du tribunal de district de Grasse, et ne joue plus de rôle politique.

## Armoiries
| Blason de la famille Mougins de Roquefort | La famille Mougins de Roquefort porte D'or, au peuplier de sinople, soutenu d'un croissant de gueules et accompagné de trois étoiles mal-ordonnées de sable. |